# Disney's Hilton Head Island Resort
Disney's Hilton Head Island Resort est un lieu de séjour de type Disney Vacation Club situé à Hilton Head Island en Caroline du Sud. Il est ouvert depuis le 1er mars 1996.
L'hôtel, comprenant 102 appartements, est situé sur une île de 15 acres (60 703 m2) dans la zone de la marina de Shelter Cove dans la baie coupant Hilton Head Island en deux sur la cote ouest. Il possède aussi une plage semi-privée sur la façade atlantique (à l'est de l'île) nommée Disney's Beach.

## Le thème
L'hôtel s'inspire du style architectural local nommé South Carolina Lowcountry, les villas de campagne de Caroline dans les années 1940, consistant en des bâtiments en bois de faible hauteur avec des toits à 45° et des vérandas à balustrade ceinturant la demeure. Disney a surtout repris le style des pavillons de chasse et de pêche des années 1940.
Disney a utilisé une couleur rouge pour les toitures, du blanc pour les fondations et le rez-de-chaussée et un vert proche du kaki pour les étages. Cette dernière couleur proche du bois légèrement vieilli donne un aspect rustique à l'ensemble complété par les vieux chênes et les jardins.

## Les bâtiments
L'hôtel compte cinq petits bâtiments de deux étages et un principal de quatre étages. Les bâtiments sont situés sur la pointe orientale de l'île au niveau d'un pont qui relie l'île à la marina.
Le reste de l'île conserve sa forêt et son marais et il semble que Disney n'est pas eu l'autorisation de couper un seul des arbres préexistants. En effet, les images satellites de 1994 montrent la même disposition d'arbre que les photos commerciales de Disney. Il est vrai que la présence à 400 m de l'hôtel d'un centre commercial et d'ensembles immobiliers en bétons construit dans les années 1970-80 autour de la marina avait fait prendre des mesures drastiques par la municipalité pour conserver le charme de l'île.
Le marais est une portion du Hilton Head’s Broad Creek, un marais lacustre naturel.

## Les services de l'hôtel
L'hôtel possède un atout indéniable, son insularité  garantissant une certaine sécurité pour les enfants.

### Les chambres
Les chambres sont comparables à celles des autres Disney Vacation Club.
Les tailles disponibles:
- Le studio comprend outre la chambre et la salle de bains, une kitchenette entièrement équipée et permet d'accueillir jusqu'à quatre personnes dans 42 m².
- La version une chambre pour quatre personnes mais avec une superficie plus importante de 79,5 m², comprend une chambre plus vaste, une salle de bains avec baignoire à remous, une cuisine avec salle à manger et un local à blanchisserie avec tous les équipements ménagers d’une maison américaine.
- La version deux chambres rajoute à la version précédente une chambre avec sa salle de bains pour atteindre 115,5 m² et permet de loger huit personnes.
- La version trois chambres se présente comme un duplex avec deux chambres à l’étage pour une superficie de 219,5 m² et une capacité de 12 personnes.

### Les restaurants
L'hôtel comprend deux restaurants à la cuisine du sud : les barbecues
- Tide Me Over
- Barbecue Grills

De l'autre côté du pont, la Shelter Cove Marina compte plusieurs restaurants.

### Les activités possibles
L'hôtel compte
- deux piscines : The Big Dipper et The Little Dipper
- Ben & Stretch's Workout Room, une salle de sport
- Community Hall une salle de jeux vidéo

### Disney's Beach
Disney's Beach est la plage semi-privée que Disney à réserver à 1600 m de l'hôtel de l'autre côté du golf de Palmetto Dunes sur la côte atlantique de l'île. Un service de bus relie l'hôtel et la plage. La plage comprend une "maison d'activités" réservée aux résidents de l'hôtel nommée  Disney's Beach House de 13 000 pieds carrés (1 208 m2) proposant les services suivants :
- une piscine en forme de H
- Big Buoy Arcade une salle de jeux vidéo
- Tot Lot une aire de jeux pour enfants
- Signals Snack Bar un petit restaurant de plage
- Surfman's Sand Bar un bar au bord de la piscine